# Edmond Fuchs
Pour les articles homonymes, voir Fuchs.
Philippe Jacques Edmond Fuchs, né à Strasbourg le 1er avril 1837 et mort à Paris le 7 septembre 1889, est un géologue, ingénieur du corps des mines français.  
Élève de Polytechnique (promotion 1856), puis de l'École des mines de Paris (corps des mines, promotion 1858, diplômé en 1861).  
Il enseigna à l'École des mines de Paris, de 1862 à 1889, les cours préparatoires de géométrie descriptive et topographie souterraine (1862-1879) et la géologie appliquée (1879-1889). A partir de 1862 
Il fit partie du Service de la Carte géologique détaillée de 1865 à 1889. 
Le gouvernement français lui confia de nombreuses études minières dans les colonies : 
- Tunisie (1873 et 1874) ;
- Tonkin, Annam et Cambodge (1881-1882) [1].

Il réalisa aussi des missions d'expertises pour des sociétés privées.

## Vie privée
Il épouse Henriette Ledoux, la sœur d'un autre polytechnicien, Charles Ernest Ledoux (1837-1927), fondateur de la Société minière et métallurgique de Penarroya (en Espagne) (depuis devenue Imétal, puis Metaleurop et aujourd'hui Recylex. Ils ont quatre enfants, dont Élisabeth Fuchs, pionnière du scoutisme féminin en France.